# Село (Жири)
Село (словен. Selo) — поселення в общині Жири, Горенський регіон, Словенія. Висота над рівнем моря: 491,4 м.